# Benvenuto Terracini
Benvenuto Aronne Terracini (Torino, 12 agosto 1886 – Torino, 30 aprile 1968) è stato un linguista e glottologo italiano.

## Biografia
Fratello del matematico Alessandro, studente del Liceo classico Massimo d'Azeglio, Benvenuto Terracini si laureò in Lettere all'Università degli Studi di Torino e perfezionò i suoi studi all'École des Hautes Études di Parigi e a Francoforte. Nel 1925 vinse la cattedra di Glottologia all'Università degli Studi di Cagliari. L'anno dopo si trasferì all'Università degli Studi di Padova e nel 1929 a quella di Milano, in cui rimase fino al 1938, l'anno della promulgazione delle leggi razziali fasciste, in seguito alle quali, insieme al fratello, riparò nella provincia di Tucumán (Argentina), dove insegnò linguistica e filologia dal 1941 al 1946. Rientrato in Italia, ottenne nel 1947 la cattedra di Glottologia e Storia della lingua italiana all'Università degli Studi di Torino. Dal 1932 al 1938 condiresse l'Archivio glottologico italiano, la prima rivista italiana - fondata nel 1873 - che si dedicò alla linguistica comparata e allo studio dei dialetti. Fu anche direttore dell'Atlante linguistico italiano, nonché accademico dei Lincei e, dal 1946, della Crusca. Il suo archivio è conservato presso il Centro per gli studi sulla tradizione manoscritta di autori moderni e contemporanei dell’Università di Pavia.

## Il pensiero
Tra i massimi esperti di latino arcaico, latino volgare, dialetti italiani, lingua piemontese e lingua sarda, Terracini interpretò i fatti linguistici come prodotti di storia e cultura, sviluppando in modo personale i metodi della geografia linguistica del suo maestro Jules Gilliéron e integrando lo storicismo con l'analisi stilistica; è perciò considerato un precursore della sociolinguistica.
Particolarmente attento ai rapporti tra la libera creatività del parlante e il sistema linguistico, ricostruì l'origine e l'evoluzione complessa del linguaggio, concepito quale espressione di sentimenti, volontà e cultura di comunità e di individui.
Alla sua scuola si sono formati studiosi come Maria Corti, Corrado Grassi, Cesare Segre, Eleonora Vincenti, Gian Luigi Beccaria e Bice Mortara Garavelli. Ebbe un'importanza decisiva anche nella formazione della nipote Lore, figlia di suo fratello Alessandro.

## Opere principali
- Corso di glottologia. Introduzione allo studio della linguistica storica, Torino: Gheroni, 1948
- Guida allo studio della linguistica storica. Profilo storico-critico, Roma: Ed. dell'ateneo, 1949
- Corso di glottologia. Il problema del valore culturale del linguaggio, Torino: Gheroni, 1950
- Corso di storia della lingua, Torino: Gheroni, 1950
- Stile e lingua della vita nuova, Torino: Gheroni, 1951
- Lingua libera e libertà linguistica, in "Archivio glottologico italiano", XXXVIII, 2, Firenze: Le Monnier, 1953, pp. 124–189; poi con introduzione di Maria Corti, Torino: Einaudi, 1963; 1970² ISBN 88-06-30106-3
- Glottologia, 2 voll. 1. Le origini romanze; 2. Introduzione alla stilistica, Torino: Gheroni, 1955
- Conflitti di lingue e di cultura, Venezia: Neri Pozza, 1957; con introduzione di Maria Corti, Torino: Einaudi, 1996, ISBN 88-06-14076-0
- Pagine e appunti di linguistica storica, Firenze: Le Monnier, 1957
- Analisi stilistica. Teoria, storia, problemi, Milano: Feltrinelli, 1966
- Linguistica e filologia. Omaggio a Benvenuto Terracini, a cura di Cesare Segre, Milano: Il Saggiatore, 1968
- I segni, la storia, a cura di Gian Luigi Beccaria, Napoli: Guida, 1976
- Linguistica al bivio. Raccolta di saggi, a cura di Gian Luigi Beccaria e Maria Luisa Porzio Gernia, Napoli: Guida, 1981, ISBN 88-7042-086-8
- Il problema della traduzione, a cura di Bice Mortara Garavelli, Milano: Serra e Riva, 1983
- Benvenuto Terracini nel centenario della nascita, atti del Convegno, Torino, 5-6 dicembre 1986, a cura di Elisabetta Soletti, Alessandria: Edizioni dell'Orso, 1989, ISBN 88-7694-029-4